# スティーブ・ヤンセン
スティーブ・ヤンセン（Steve Janssen、1972年2月20日 - ）は、ベルギー・ウィルレイク出身の野球コーチ、野球監督、元捕手。

## 経歴
1987年にフラームス・ベースボール・リーガの「ブラスチャート・ブレーブス」に入団し、当時15歳でデビューした。ベルギー代表にも選ばれ、数々の国際試合にも出場した。
引退後は2005年にヨーロッパ野球選手権大会のオランダ代表でコーチを務め、4連覇に貢献。
2006年にはホーフトクラッセのDOORネプテューヌスで三塁ベースコーチを務めた。
2008年にはスパルタ・フェイエノールトで監督を務めた。
2009年からはDOORネプテューヌスのヘッドコーチに就任。チームの2連覇に貢献し、最優秀コーチにも選出された。2010年退任。
2011年には第39回IBAFワールドカップのオランダ代表コーチを務め、欧州勢73年ぶりのW杯優勝に貢献。
2013年には第3回WBCのオランダ代表コーチを務め、欧州勢初のベスト4進出に貢献。
2014年には第1回フランス国際野球大会のオランダ代表監督を務めた、初代チャンピオンとなった。大会終了後には第33回ヨーロッパ野球選手権大会のオランダ代表監督に就任し、大会の記録である自国の20回の優勝を塗り替える3大会振り21度目の優勝を果たした。
2015年には「GLOBAL BASEBALL MATCH 2015 侍ジャパン 対 欧州代表」の欧州代表監督を務めた。
2016年8月3日に第2回フランス国際野球大会と2016年ヨーロッパ野球選手権大会のオランダ代表監督を務めることが発表された。両大会で優勝を果たした。
10月26日に「侍ジャパン 野球オランダ代表 野球メキシコ代表 強化試合」のオランダ代表フィールドマネージャーを務めることとなった。12月2日に第4回WBCのオランダ代表コーチを務めることが発表された。

## 詳細情報

### コーチ歴
オランダ代表
- 2013  ワールド・ベースボール・クラシック・オランダ代表
- 2015 WBSCプレミア12 オランダ代表
- 2016年の日本代表との強化試合
- 2017年の野球オランダ代表によるアメリカ遠征
- 2017 ワールド・ベースボール・クラシック・オランダ代表

### 監督歴
オランダ代表
- 2011 IBAFワールドカップ オランダ代表
- 2014年フランス国際野球大会オランダ代表
- 2014年ヨーロッパ野球選手権大会オランダ代表
- 2015 ワールドポート・トーナメント オランダ代表
- 2016 ハーレムベースボールウィーク オランダ代表
- 2016年フランス国際野球大会オランダ代表
- 2016年ヨーロッパ野球選手権大会オランダ代表

その他
- GLOBAL BASEBALL MATCH 2015 侍ジャパン 対 欧州代表